# Eriophora sachalinensis
Eriophora sachalinensis är en spindelart som först beskrevs av Saito 1934.  Eriophora sachalinensis ingår i släktet Eriophora och familjen hjulspindlar. Inga underarter finns listade i Catalogue of Life.